# Rafael Bergamín Gutiérrez

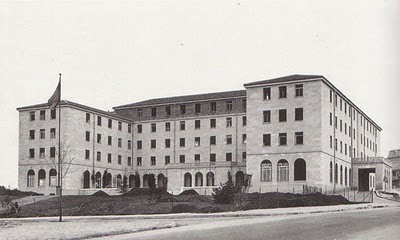
Residència Fundació el Amo (col·laboració amb Luis Blanco Soler)

Rafael Bergamín Gutiérrez (Màlaga, 1891 - † 1970) arquitecte espanyol. Les seves activitats professionals l'apropen a l'anomenat racionalisme madrileny, del que en fou un del grans exponents la Casa del Marquès de Villora (ubicada a Carrer de Serrano núm. 130). També fou autor d'algunes colònies de cases barates com El Viso i el Parc-Residencia.

## Biografia
Va estudiar a l'Escola d'Arquitectura de Madrid en 1918. Un dels primers a introduir a Espanya el racionalisme. És considerat component de la Generació del 25. Era germà del poeta i assagista José Bergamín. És un tertulià habitual de la "Sagrada Cripta del Pombo" creada per Ramón Gómez de la Serna al Cafè Pombo. Realitza una intensa col·laboració amb l'arquitecte Luis Blanco Soler (company de la mateixa promoció) a la Ciutat Universitària dissenyant la desapareguda "Fundació del Amo" (1928-1930) durant la batalla de la Ciutat Universitària. En aquest període dissenya igualment la Casa del Marquès de Víllora (1928-1929). En el període 1931-1932 dissenya i construeix la Colònia Parque-Residencia en una àrea propera a la Passeig de la Castellana en un lloc en promoció amb Gregorio Iturbe i Javier Gómez de la Serna (germà de Ramón Gómez de la Serna). Decideix construir, com a continuació, la Colònia El Aspecto (1933-1936). La Guerra Civil l'atrapa en Madrid. Per les seves idees polítiques favorables de suport a la Segona República, en 1937 decideix exiliar-se juntament amb el seu germà a Veneçuela, vivint a Caracas.

### Obres
- Casa del Marquès de Villora (Madrid)
- Colònia Parque-Residencia (Madrid) smb Luis Blanco Soler, 1931
- Colònia de El Viso (Madrid), amb el seu nebot Luis Felipe Vivanco.
- Sanatori antituberculós de Los Montalvos (Salamanca), 1935
- Residència Fundación el Amo, amb Luis Blanco Soler, 1929